# Euphorbia similiramea
Euphorbia similiramea är en törelväxtart som beskrevs av Susan Carter. Euphorbia similiramea ingår i släktet törlar, och familjen törelväxter. Inga underarter finns listade i Catalogue of Life.

## Bildgalleri

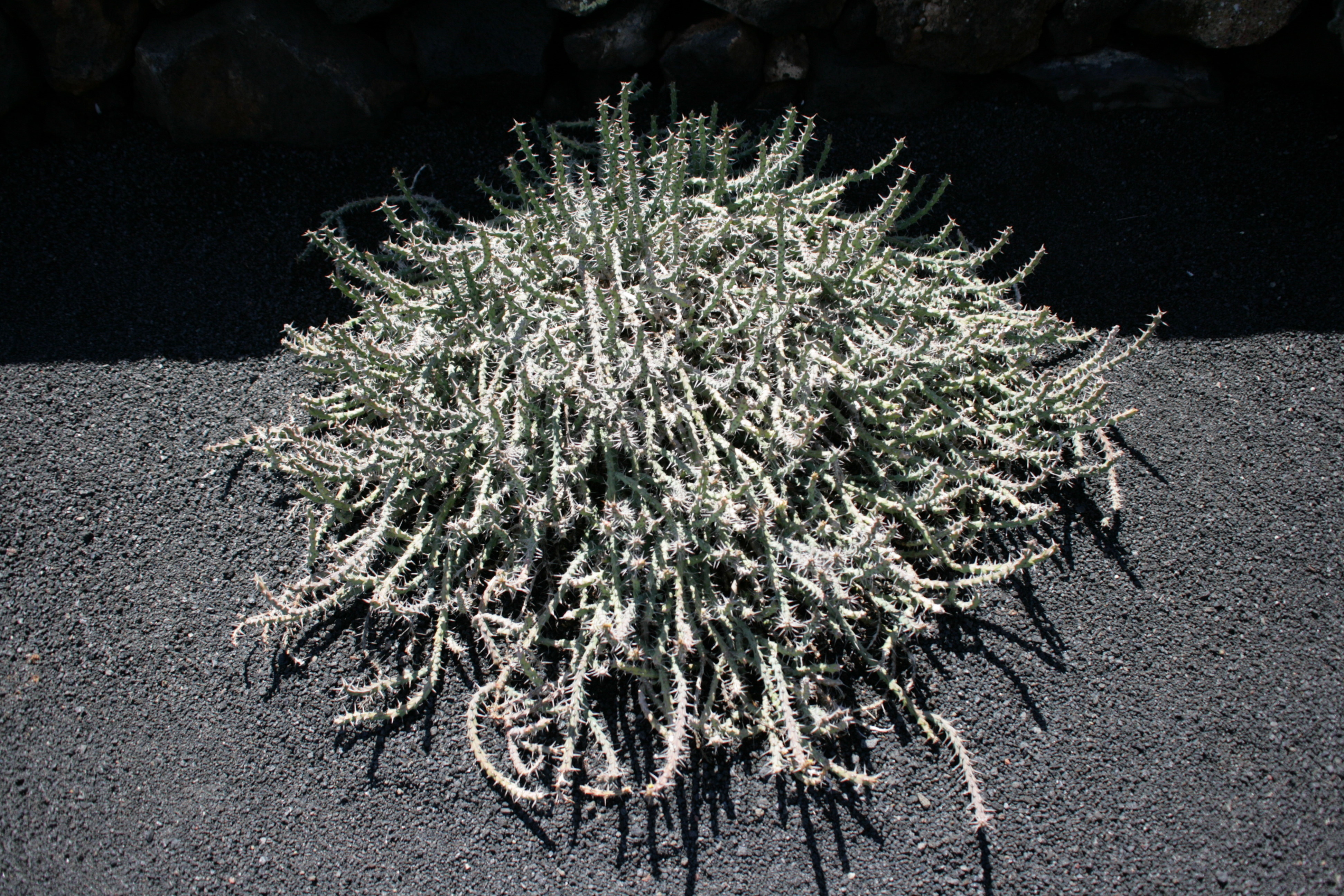